# Forécariah
Forécariah è un comune (in francese sous-préfecture) della Guinea, parte della regione di Kindia e della prefettura di Forécariah.